# 市沢町
市沢町（いちざわちょう）は、神奈川県横浜市旭区の地名。「丁目」の設定のない単独町名である。住居表示未実施区域。

## 地理
旭区の南東部に位置し、西に小高町と左近山、南に保土ケ谷区今井町、南東に保土ケ谷区新桜ケ丘、東に保土ケ谷区仏向町、北東に保土ケ谷区仏向西、北に保土ケ谷区川島町と接している。

### 地価
住宅地の地価は、2025年（令和7年）1月1日の公示地価によれば、市沢町字金子谷870番55外の地点で15万5000円/m²となっている。

## 歴史

### 沿革
- 1939年（昭和14年）4月1日 - 横浜市編入により、都筑郡二俣川村大字市野沢を廃し、横浜市保土ケ谷区市沢町を新設[6]。
- 1959年（昭和34年）1月1日 - 小高町との境界を変更する[7]。
- 1960年（昭和35年）4月1日 - 小高町の一部を編入[7]。
- 1969年（昭和44年）10月1日 - 一部を左近山に編入。横浜市行政区の再編により旭区が新設され、横浜市旭区市沢町に変更[8]。
- 1970年（昭和45年）5月1日 - 市沢町の一部を桐が作、左近山の各一部へ編入[9]。
- 1998年（平成10年）10月19日 - 市沢町の一部を保土ケ谷区新桜ケ丘二丁目へ編入[10]。

## 世帯数と人口
2025年（令和7年）4月30日現在（横浜市発表）の世帯数と人口は以下の通りである。
| 町丁   | 世帯数    | 人口    |
| ------ | --------- | ------- |
| 市沢町 | 4,223世帯 | 8,907人 |

### 人口の変遷
国勢調査による人口の推移。
| 年                 | 人口  |
| ------------------ | ----- |
| 1995年（平成7年）  | 8,611 |
| 2000年（平成12年） | 8,492 |
| 2005年（平成17年） | 8,690 |
| 2010年（平成22年） | 9,136 |
| 2015年（平成27年） | 9,611 |
| 2020年（令和2年）  | 9,433 |

### 世帯数の変遷
国勢調査による世帯数の推移。
| 年                 | 世帯数 |
| ------------------ | ------ |
| 1995年（平成7年）  | 3,003  |
| 2000年（平成12年） | 3,058  |
| 2005年（平成17年） | 3,162  |
| 2010年（平成22年） | 3,469  |
| 2015年（平成27年） | 3,668  |
| 2020年（令和2年）  | 3,728  |

## 学区
市立小・中学校に通う場合、学区は以下の通りとなる（2024年11月時点）。
| 番・番地等 | 小学校               | 中学校               |
| --- | -------------------- | -------------------- |
| 1〜552番地、645〜860番地 980〜990番地、992〜994番地 996〜1034番地、1051〜1071番地 1082〜1181番地、1188〜1196番地 1203〜1208番地、1210〜1245番地 | 横浜市立市沢小学校   | 横浜市立西谷中学校   |
| 553〜644番地、861〜979番地 991番地、995番地 1035〜1050番地、1072〜1081番地 1182〜1187番地、1197〜1202番地 1,209番地                             | 横浜市立左近山小学校 | 横浜市立左近山中学校 |

## 事業所
2021年（令和3年）現在の経済センサス調査による事業所数と従業員数は以下の通りである。
| 町丁   | 事業所数  | 従業員数 |
| ------ | --------- | -------- |
| 市沢町 | 188事業所 | 2,406人  |

### 事業者数の変遷
経済センサスによる事業所数の推移。
| 年                 | 事業者数 |
| ------------------ | -------- |
| 2016年（平成28年） | 202      |
| 2021年（令和3年）  | 188      |

### 従業員数の変遷
経済センサスによる従業員数の推移。
| 年                 | 従業員数 |
| ------------------ | -------- |
| 2016年（平成28年） | 2,352    |
| 2021年（令和3年）  | 2,406    |

## 施設
- 横浜市立市沢小学校[20]
- 横浜市沢郵便局[21]。
- 旭警察署 市沢交番

## その他

### 日本郵便
- 郵便番号 : 241-0014[3]（集配局：横浜旭郵便局[22]）

### 警察
町内の警察の管轄区域は以下の通りである。
| 番・番地等 | 警察署   | 交番・駐在所 |
| ---------- | -------- | ------------ |
| 全域       | 旭警察署 | 左近山交番   |

## 参考資料
- “横浜市町区域要覧” (PDF).   横浜市市民局 (2016年6月). 2023年6月6日閲覧。 “横浜市町区域要覧”

| スタブアイコン | サブスタブ | この項目は、まだ閲覧者の調べものの参照としては役立たない、神奈川県に関連した書きかけの項目です。この項目を加筆・訂正などしてくださる協力者を求めています（P:日本の都道府県/神奈川県）。 |